# Берег (комитат)
Берег (венг. Bereg) — исторический комитат в северной части Венгерского королевства. В настоящее время бо́льшая часть территории входит в состав Закарпатской области Украины, меньшая — в состав медье Сабольч-Сатмар-Берег Венгрии. Административным центром являлось Берегово.

## География
С севера территория была ограничена Карпатами, с юга — Тисой. В 1910 году территория комитата составляла 3786 км².

## История
Берег был одним из старейших комитатов Венгрии. После поражения Австро-Венгрии в Первой мировой войне и её распада в 1918 г., согласно Трианонскому договору 1920 года, бо́льшая часть территории отошла к Чехословакии (входила в состав Подкарпатской Руси), оставшаяся — к Венгрии. В 1939 году чехословацкая часть была оккупирована Венгрией, в 1944 году она была освобождена Красной Армией. В 1945 году Подкарпатская Русь была присоединена к УССР (Закарпатская область).

## Население
Согласно переписи 1910 г., на территории комитата проживали:

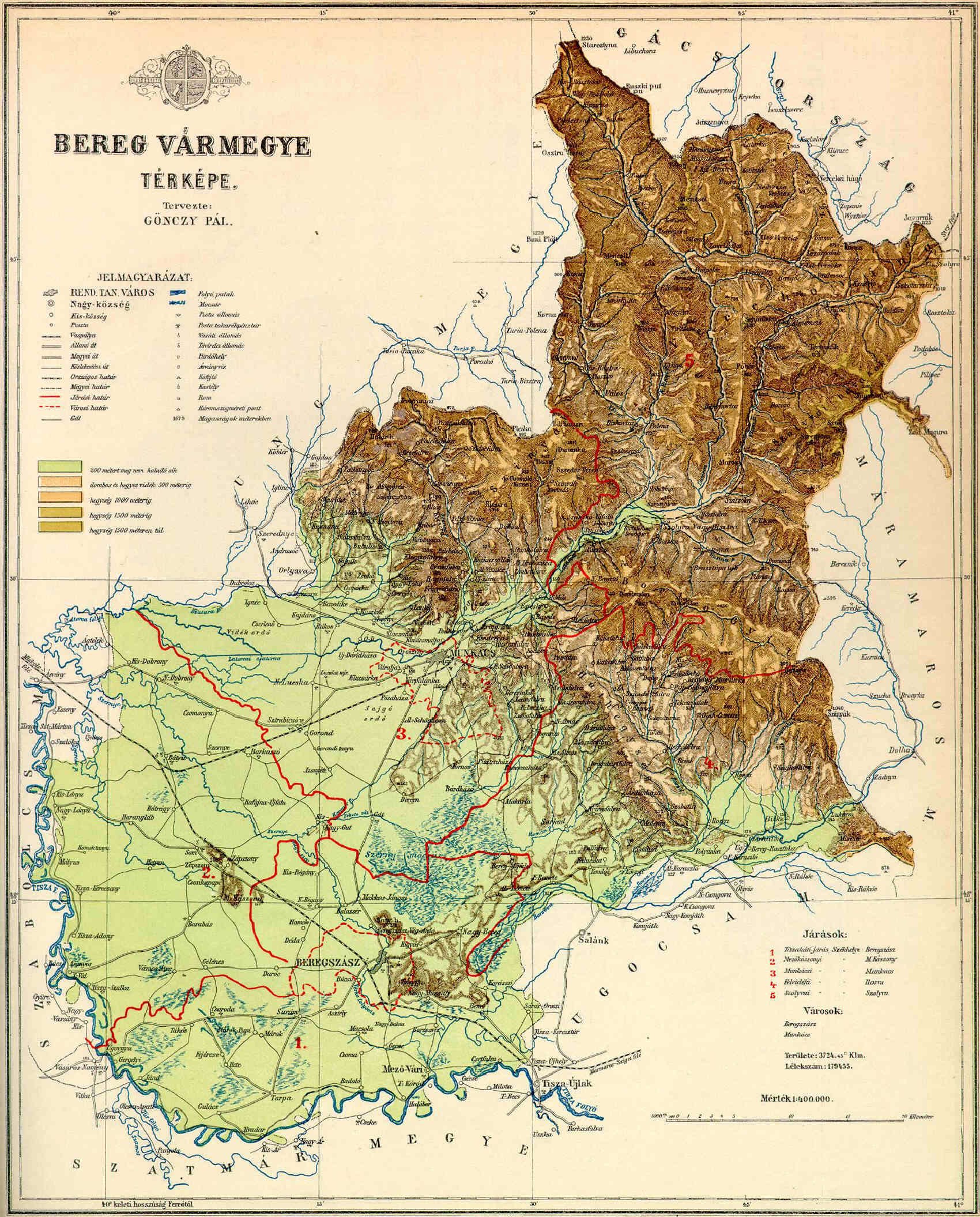
Карта комитата

- Русины: 95 308
- Венгры: 93 198
- Евреи: 29 052
- Немцы: 18 639

## Административное деление
| Округа            | Округа                 |
| Округ             | Адм. центр             |
| ----------------- | ---------------------- |
| Альшовереце       | Нижние Ворота, Украина |
| Фельвидек         | Иршава, Украина        |
| Латорца           | Розвегово, Украина     |
| Мезёкасонь        | Косонь, Украина        |
| Мункач            | Мукачево, Украина      |
| Сольва            | Свалява, Украина       |
| Тисахат           | Берегово, Украина      |
| Свободный город   |                        |
| Берегово, Украина |                        |
| Мукачево, Украина |                        |